# Léopold Georges Crouzat
Pour les articles homonymes, voir Crouzat.
Léopold Georges Crouzat, né le 27 mars 1904 à Castres et mort le 9 août 1976 à Angerville (Essonne), est un sculpteur et médailleur français.

## Biographie
Léopold Georges Crouzat est l'élève de Paul Landowski à l'École nationale supérieure des beaux-arts de Paris. Sociétaire de la Société des artistes français, il obtient une mention honorable au Salon de 1928 et une médaille d'argent à celui de 1938. Une médaille d'argent lui est décernée à l'Exposition spécialisée de 1937.
Il a réalisé un buste de Jean Jaurès et de nombreuses commandes de l'État : statues pour le Sénat et l'Assemblée nationale, ainsi que de nombreuses médailles dont certaines sont conservées au musée de la Monnaie de Paris.
Il est inhumé au nouveau cimetière de Boulogne-Billancourt.